# Grędzina
Grędzina (deutsch Trattaschine, 1937–1945 Hirschaue) ist ein Dorf in Niederschlesien. Der Ort liegt in der Gmina Jelcz-Laskowice im Powiat Oławski in der polnischen Woiwodschaft Niederschlesien.

## Geographie

### Geographische Lage
Das Waldhufendorf Grędzina liegt zehn Kilometer nordöstlich des Gemeindesitzes Jelcz-Laskowice (Jeltsch-Laskowitz), ca. 24 Kilometer nordöstlich von der Kreisstadt Oława (Ohlau) und rund 35 Kilometer südöstlich der Woiwodschaftshauptstadt Breslau. Der Ort liegt in der Nizina Śląska (Schlesische Tiefebene) innerhalb der Równina Oleśnicka (Oelser Ebene). Grędzina ist umgeben von weitläufigen Waldgebieten.

### Nachbarorte
Nachbarorte von Grędzina sind im Westen Brzezinki (Birksdorf), im Norden Zbytowa (Vielguth) und im Südosten Sątok (Zantoch).

## Geschichte
Der Ort wurde um 1695 als Waldhufendorf gegründet.
Nach der Neugliederung Preußens gehörte die Landgemeinde Trattaschine ab 1815 zur Provinz Schlesien und war ab 1816 dem Landkreis Ohlau eingegliedert. 1874 wurde der Amtsbezirk Laskowitz gegründet, welcher die Landgemeinden Birksdorf, Daupe, Groß Duppine, Laskowitz, Quallwitz und Trattaschine und die Gutsbezirke Daupe, Forst, Duppine und Laskowitz umfasste. 1885 zählte der Ort 320 Einwohner.
1933 zählte Trattaschine 231 Einwohner. Am 21. Januar 1937 erfolgte die Umbenennung in Hirschaue. 1939 zählte Hirschaue 226 Einwohner. Bis 1945 befand sich der Ort im Landkreis Ohlau.
Als Folge des Zweiten Weltkriegs fiel Trattaschine wie fast ganz Schlesien 1945 an Polen, wurde in Grędzina umbenannt und der Woiwodschaft Breslau angegliedert. Die deutsche Bevölkerung wurde, soweit sie nicht vorher geflohen war, weitgehend vertrieben. Die neu angesiedelten Bewohner waren zum Teil Heimatvertriebene aus Ostpolen. 1999 kam der Ort zum Powiat Oławski in der Woiwodschaft Niederschlesien.

## Sehenswürdigkeiten
- Friedhof mit erhaltenen deutschen Grabmälern